# Meridiano 4 este
El meridiano 4 este de Greenwich es una línea de longitud que se extiende desde el Polo Norte atravesando el Océano Ártico, el Océano Atlántico, Europa, África, el Océano Antártico y la Antártida hasta el Polo Sur.
El meridiano 4 este forma un gran círculo con el meridiano 176 oeste.
Comenzando en el Polo Norte y dirigiéndose hacia el Polo Sur, este meridiano atraviesa:
| Coordenadas                   | País, territorio o mar | Notas |
| ----------------------------- | ---------------------- | --- |
| 90°0′N 4°0′E / 90.000, 4.000  | Océano Ártico          | |
| 81°25′N 4°0′E / 81.417, 4.000 | Océano Atlántico       | |
| 61°0′N 4°0′E / 61.000, 4.000  | Mar del Norte          | |
| 51°50′N 4°0′E / 51.833, 4.000 | Países Bajos           | Islas de Goeree-Overflakkee y Schouwen-Duiveland Penínsulas de Tholen y Zuid-Beveland Flandes Zelandeses |
| 51°14′N 4°0′E / 51.233, 4.000 | Bélgica                | |
| 50°21′N 4°0′E / 50.350, 4.000 | Francia                | |
| 43°33′N 4°0′E / 43.550, 4.000 | Mar Mediterráneo       | |
| 40°4′N 4°0′E / 40.067, 4.000  | España                 | Isla de Menorca                                                                                          |
| 39°55′N 4°0′E / 39.917, 4.000 | Mar Mediterráneo       | |
| 36°54′N 4°0′E / 36.900, 4.000 | Argelia                | |
| 19°5′N 4°0′E / 19.083, 4.000  | Mali                   | |
| 16°6′N 4°0′E / 16.100, 4.000  | Níger                  | Durante 8 km                                                                                             |
| 16°1′N 4°0′E / 16.017, 4.000  | Mali                   | Durante 5 km                                                                                             |
| 15°59′N 4°0′E / 15.983, 4.000 | Níger                  | |
| 12°51′N 4°0′E / 12.850, 4.000 | Nigeria                | |
| 6°25′N 4°0′E / 6.417, 4.000   | Océano Atlántico       | |
| 60°0′S 4°0′E / -60.000, 4.000 | Océano Antártico       | |
| 70°3′S 4°0′E / -70.050, 4.000 | Antártida              | Tierra de la Reina Maud, reclamado por Noruega                                                           |